# Enfants jouant aux billes
Pour plus de détails, voir Fiche technique et Distribution.
Enfants jouant aux billes est un court métrage documentaire muet français réalisé  par Louis Lumière en 1896 et produit par la Société Lumière.

## Description
Quelques garçons jouent aux billes entourés de nombreux spectateurs.

## Fiche technique
- Titre original : Enfants jouant aux billes
- Titre en anglais : Children Playing Marbles
- Titre en Allemagne : Enfants jouant aux billes
- Réalisation : Louis Lumière
- Production : Société Lumière
- Lieu de tournage : France
- Pays d'origine :  France
- Vue no  : 50
- Genre : Documentaire
- Format : Court métrage — Muet — Noir et blanc
- Durée : 41 s
- Date de réalisation : 1896
- Dates de sortie :
  - France : 4 octobre 1896 à Lyon

## Sources
- Catalogue Lumière, « Enfants jouant aux billes » (consulté le 8 février 2024).